# Валграна
Валграна (итал. Valgrana) је насеље у Италији у округу Кунео, региону Пијемонт.
Према процени из 2011. у насељу је живело 375 становника. Насеље се налази на надморској висини од 639 м.

## Становништво
| 1931. | 1936. | 1951. | 1961. | 1971. | 1981. | 1991. | 2001. | 2011. |
| ----- | ----- | ----- | ----- | ----- | ----- | ----- | ----- | ----- |
| 1.488 | 1.390 | 1.203 | 974   | 927   | 814   | 775   | 797   | 817   |